# Jaume Guitardes
Jaume Guitardes (Manresa, segle xv - ?), fou un escriptor català en llengua llatina.
No es tenen dades de la seva vida, tret que, segons l'obra de Torres Amat, va escriure una obra titulada De angelis.

## Obres
- De angelis